# Daniel Island (South Carolina)
Daniel Island  ist eine Insel in der Stadt Charleston, die im Berkeley County (South Carolina) zwischen den Flüssen Cooper und Wando River liegt.

## Geschichte
Die Insel, die zuerst vom Indianerstamm Etiwan bewohnt worden ist, wurde im späten 17. Jahrhundert an den späteren Gouverneur der Kolonie Carolina, Robert Daniell, vergeben. Sie wurde in mehrere große Plantagen aufgeteilt und hauptsächlich für die Landwirtschaft genutzt. Die New Yorker Familie Guggenheim kaufte die Insel im Jahr 1947, um auf ihr Viehzucht zu betreiben und ein Jagdrevier zu unterhalten. 1971 ging die Insel an die Harry Frank Guggenheim Foundation, sie blieb bis zur Fertigstellung der Schnellstraße I-526 Anfang der 1990er Jahre unbebaut. Zu dieser Zeit förderte die Guggenheim-Stiftung die Entwicklung eines Masterplans, der die Entwicklung der Insel als natürliche Erweiterung dieses Vorortes von Charleston leiten sollte. Die Entwicklung der ersten Wohnimmobilien begann 1996 und 1997 wurde die Insel von der Daniel’s Island Company gekauft. Seitdem wurden Hunderte Morgen Parks angelegt.

## Stadtplanung und Einrichtungen
Daniel Island beherbergt acht Hauptparks, wobei jedes Viertel der Insel einen eigenen Park hat. Die acht Parks sind Barfield Park, Center Park, Cochran Park, Codner’s Ferry Park, Daniel Island Park, Etiwan Park, Pierce Park und Smythe Park.
Auf der Insel gibt es drei Kirchen und drei Schulen sowie ein Family Circle Tennis Center, ein Country Club, und Golfplätze. Daniel Island wurde als einer von zehn Gewinnern der 2007 Awards for Excellence des Urban Land Institute (ULI) ausgewählt, die international als das renommierteste Anerkennungsprogramm der Immobilien- und Landplanungsbranche anerkannt sind.